# Aeroport de Kristiansand-Kjevik
L'Aeroport de Kristiansand-Kjevik (en noruec: Kristiansand Lufthavn, Kjevik) (codi IATA: KRS, codi OACI: ENCN) és l'aeroport de Kristiansand, comtat de Vest-Agder, Noruega. Es troba a 16 km al nord-est del centre de la ciutat. Presta servei al comtat de Vest-Agder mitjançant vols nacionals i internacionals.
La Reial Força Aèria Noruega té un centre d'entrenament en aquest aeroport. Des d'ell hi ha una línia d'autobús fins al centre de la ciutat i fins Lillesand i Arendal.

## Història

### Construcció
El primer aeroport de Kristiansand va ser un aeròdrom aquàtic situat al centre de la ciutat. Va ser construït pel Servei Aeri de la Marina Reial de Noruega el 1918. Una comissió governamental va recomanar el 21 d'octubre de 1920 que Kristiansand rebés un aeroport d'aigua com a part d'un programa d'inversió nacional. No obstant això, no va sortir res dels plans durant més d'una dècada. El trasllat de l'aeròdrom d'aigua militar es va proposar diverses vegades, encara que mai es va dur a terme abans de la construcció de Kjevik.
Localment, la iniciativa d'un aeroport a Kristiansand va ser llançada per l'alcalde Andreas Kjær el 1933. L'ajuntament va enviar una sol·licitud formal al govern l'agost de 1934 demanant un aeroport. Aquell estiu la familia Widerøe va començar els vols a Kristiansand al llarg d'una ruta costanera d'Oslo a Haugesund. Norwegian Air Lines (DNL) va començar una ruta d'hidroavió costaner al llarg de la costa sud des d'Oslo fins a Bergen via Kristiansand el 9 de juny de 1935. Aquest servei va utilitzar un aeròdrom a Kongsgårdbukta.

### IIa Guerra Mundial
Kjevik va ser capturat per la Luftwaffe durant la invasió alemanya el 9 d'abril de 1940. El primer avió va aterrar a Kjevik com a aterratge d'emergència el primer dia de la invasió. Més tard va ser utilitzat per avions de transport Junkers Ju 52,volant en tropes. A partir de l'11 d'abril, un esquadró de Messerschmitt Bf 109 es va estacionar a Kjevik.
La Luftwaffe va començar immediatament a millorar l'aeròdrom. Van començar eliminant un turó a l'extrem est de la pista, seguit d'una ampliació de la pista. Kjevik es va transformar amb estructures militars construïdes per tot el poble. A l'est es va col·locar un camp de mines i es van construir diversos dipòsits de combustible al voltant del camp d'aviació. Es van construir dos grans hangars, juntament amb un gran nombre de coberts. En el transcurs de la guerra, la pista es va ampliar a 1.580 metres (5.180 peus). L'exèrcit alemany va planificar una gran ampliació de l'aeroport a partir de 1945, que hauria inclòs nous davantals i hauria obliterat el poble. Aquests plans es van aturar al final de la guerra.

### Nou terminal
Kristiansand va ser un dels sis aeroports de prova que van rebre un sistema d'aterratge de microones Doppler britànic el 1977. A finals de la dècada de 1970, la terminal era massa petita, el que va fer que l'aeroport va obrir una nova terminal de 3.500 metres quadrats el 22 de març de 1979, amb un cost de 19 milions de NOK. La terminal de la guerra havia estat utilitzada per a serveis domèstics i es va convertir en terminal de càrrega. La terminal internacional es va convertir en una terminal per a la Força Aèria. Kjevik va donar servei a 400.549 passatgers el 1980, augmentant a 477.549 cinc anys després.
Agderfly, amb seu a Kristiansand, va introduir serveis a l'Aeroport Göteborg Landvetter el 26 de setembre de 1989, seguit d'una ruta a l'aeroport de Billund el 2 d'octubre. Dos anys més tard van rebre permís per volar a l'aeroport de Bremen, però finalment van tancar el 21 de novembre de 1991. L'escola de vol va continuar funcionant. El SAS Commuter es va reorganitzar el 1990 i les rutes de Copenhaguen van ser assumides pel servei Eurolink de SAS Commuter amb nous avions Fokker 50. Norsk Air va introduir un servei des de l'aeroport de Sandefjord, Torp via Kristiansand fins a l'aeroport de Londres Stansted el 28 d'octubre de 1991. La ruta no tenia prou trànsit i es va acabar l'any següent. L'aeroport va donar servei a 578.373 passatgers el 1990, que va augmentar fins a 745.061 passatgers cinc anys després.

## Aerolínies i destinacions

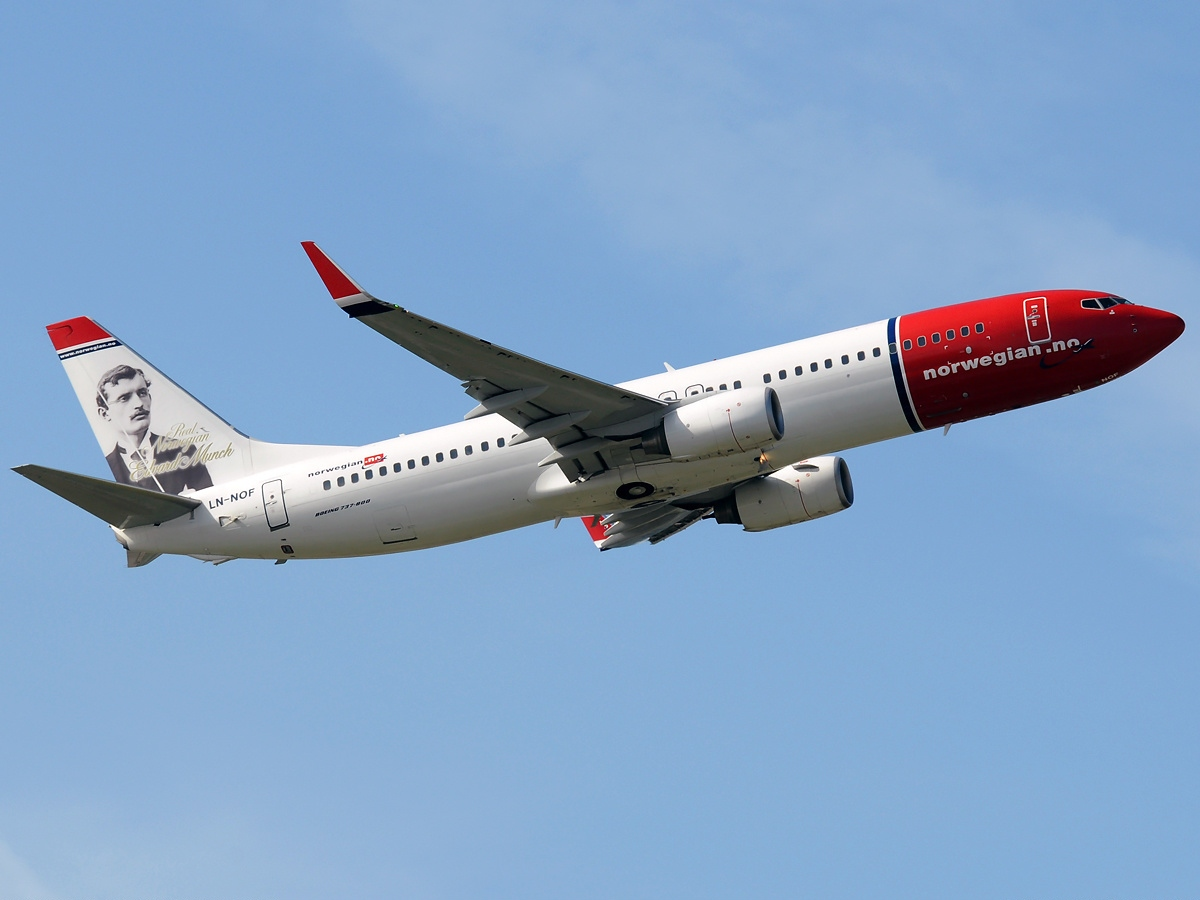
Norwegian Air Shuttle

| Aerolínies                    | Destinacions                                                                                            |
| ----------------------------- | --- |
| Atlantic Airways              | Rotterdam, Trondheim-Værnes                                                                             |
| BH Air                        | Xàrter, estacional: Burgàs                                                                              |
| Corendon Airlines             | Xàrter, estacional: Antalya                                                                             |
| Czech Airlines                | Estacional: Praga                                                                                       |
| KLM operat per KLM Cityhopper | Amsterdam-Schiphol                                                                                      |
| Norwegian Air Shuttle         | Oslo-Gardermoen                                                                                         |
| Onur Air                      | Estacional: Istanbul-Atatürk                                                                            |
| SATA International            | Xàrter, estacional: Madeira                                                                             |
| Scandinavian Airlines         | Alacant-Elx, Copenhaguen-Kastrup, Bergen-Flesland, Oslo-Gardermoen                                      |
| Tailwind Airlines             | Xàrter: Antalya                                                                                         |
| Transavia.com                 | Xàrter, estacional: Amsterdam-Schiphol, Milà-Malpensa                                                   |
| Widerøe                       | Bergen-Flesland, Copenhaguen-Kastrup, Florø, Kristiansund-Kvernberget, Stavanger-Sola, Trondheim-Værnes |
| Wizz Air                      | Gdańsk-Lech Wałęsa                                                                                      |